# Glens Falls
Glens Falls es una población ubicada en el condado de Warren en el estado estadounidense de Nueva York. En el año 2000 tenía una población de 14 354 habitantes y una densidad poblacional de 1 477 personas por km². Esta población fue fundada en 1908.

## Geografía
Glens Falls se encuentra ubicada en las coordenadas 43°18′44″N 73°38′54″O / 43.31222, -73.64833. Según la Oficina del Censo, la ciudad tiene un área total de 10,2 km² (3,9 mi²), de la cual 9,9 km² (3,8 mi²) es tierra y 0,3 km² (0,1 mi²) (2,54%) es agua.

## Demografía
Según la Oficina del Censo en 2000 los ingresos medios por hogar en la localidad eran de $30 222, y los ingresos medios por familia eran $42 266. Los hombres tenían unos ingresos medios de $29 283 frente a los $21 606 de las mujeres. La renta per cápita de la localidad era de $18 137. Alrededor del 14,8% de la población estaba por debajo del umbral de pobreza.